# 克舍
克舍（羅馬化：Kešiq öröq；？—1486年），又作克失，是15世纪後半叶蒙古汗国瓦剌部領袖，绰罗斯氏，也先汗的孙子，阿失帖木儿之子。他继承了四衛拉特联盟首领的地位，但在与达延汗的战争中失败并走向衰落。

## 事蹟
也先太师在世时，四卫拉特（瓦剌部族联盟）曾统治蒙古全境，但随着也先去世，联盟势力大幅削弱，被迫退守蒙古西北部。也先之子、继承卫拉特部族联盟首领之位的阿失帖木儿重建了卫拉特势力，趁蒙古东部势力强大的孛来太师、毛里孩王内斗衰弱之际，将势力向东扩张。当以鄂尔多斯地区为中心的孛罗乃和满都鲁汗开始活跃后，阿失帖木儿的动向便不再有记载。明成化十四年（1478年），阿失帖木儿在和林病故，克舍嗣位太师。明朝得知阿失帖木儿去世的消息，此时克舍太师被认为继承了阿失帖木儿的地位。
阿失帖木儿死后不久，蒙古本部发生了永谢布部的亦思马勒与满官嗔-土默特部的脱罗干杀死癿加思蘭、拥立巴图蒙克为达延汗的事件。因达延汗年幼，亦思马勒试图将其作为傀儡掌握实权，但随着达延汗逐渐长大，双方对立。成化十九年（1483年），亦思马勒战败，逃往西方的哈密一带。
瓦剌衰落后，在克舍时有复兴之象。克舍招降邻部和朵颜三卫，联合达延汗，攻打明朝边境。达延汗与亦思马勒对立之初，克舍太师率领的瓦剌部族联盟与达延汗保持友好关系。成化二十年（1484年），明朝朝廷收到报告称，达延汗与克失太师正计划联手进攻明朝。《明史》称“其长曰克舍，颇强，数纠鞑靼小王子入寇”。
成化二十二年（1486年），亦思马勒逃到当时已进驻哈密地区的克舍太师麾下，克舍太师选择与亦思马勒合作，与达延汗的关系就此恶化。因为达延汗阻止克舍入贡明朝的道路，于是派人和明朝廷进行联系。达延汗并未放缓对逃往西方的亦思马勒的攻击，同年，克失太师和亦思马勒均战败身亡。蒙古编年史记载，达延汗与满都海哈屯曾两次远征瓦剌，部分观点认为其中一次远征的目标就是讨伐克舍太师。克舍有三子：阿喇哈（即养罕）丞相、阿克赛台吉、翁郭尔辉，他死后，养罕嗣位。然而克舍的兄弟阿沙和阿力古多互相仇杀。其部下试图拥立阿沙为继承者，但另一个弟弟阿力古多对此反抗，率领自己的部众迁徙到明朝边境附近。此后达延汗的势力进一步扩张，瓦剌部族联盟与明朝的交流也随之断绝。

## 蒙古编年史中的记载
嘎班沙拉布所著的《四卫拉特史》中提及绰罗斯氏族长之一为「Kešiq öröq」，对应明朝史料中的“克失”或“克舍”。该书记载阿失帖木儿（对应书中的额斯墨特·达尔罕·诺颜）的玄孙为克失太师，但从两人的活跃年代来看，中间隔三代的说法存疑，实际更可能是阿失帖木儿之子就是克失太师。